# 满语
满语（穆麟德轉寫：manju gisun，另稱满洲语）為满-通古斯语系南通古斯语族满语支下屬的一種語言，是一种主宾谓结构的粘着语。
其為满族的民族语，於滿族統治的清代時為國家官方语言，被称为清语、国语，以及因此留下了数量庞大的满文文献。早期的清代文书全部使用满文书写，入关前后以使用满汉双文为主，因为与其他民族交流频繁，满语中有大量蒙古语和汉语的借词，同时也有一部分词汇借入其他语言。至清朝中後期起，满人開始大量與漢人通婚並重度漢化，只会说汉语官話，满语開始逐渐式微；至辛亥革命後滿語及滿族文化更被打壓排擠，大部份倖存的滿人均自行漢化隱姓埋名並不再使用滿語，滿語淪落至如今滅絕邊緣的境地。今日满语的母语使用者总数在五十人左右，大部分居住在黑龙江省齐齐哈尔市富裕县友谊达斡尔族满族柯尔克孜族乡的三家子村。满语在中国大陆目前多用於學術和表演用途，因而被联合国教科文组织列入濒危语言中危险级别最高的极度危险语言之一。

## 满语源流
女真人通过不断地与周边各民族融合，最终在十七世纪形成一个新的民族——满族，满语也随之从女真语演化而来。
满语属满-通古斯语系满语支。学者一般认为满-通古斯语族共有12种语言，主要分布在中国、俄罗斯远东地区和蒙古国。中国境内的满-通古斯语言有满语、锡伯语、赫哲语、鄂温克语、鄂伦春语、女真语(已消失)，俄罗斯境内有埃文语、埃文基语、涅吉达尔语、奥罗奇语、乌德盖语、那乃语、乌尔奇语、鄂罗克语。
在清朝的时候，满语亦称“清语”、“国语”，辅音有25个，其中3个只用于拼写汉语借词。元音有6个，无长短之分，有复元音。有元音和谐律，但不很严整，有语音同化现象。具有粘着语的特点。基本语序为主语在前，宾语居中，谓语在后。虚词较丰富，可灵活表达语法意义。名词有格，指人名词有数的变化。动词有时、态（注意：不同於時態）、体、式、形动和副动等形态变化。
满语源于金代女真语，但满语并不等於女真语，兩者關係有如中古英語和近代英語間的關係。

## 历史

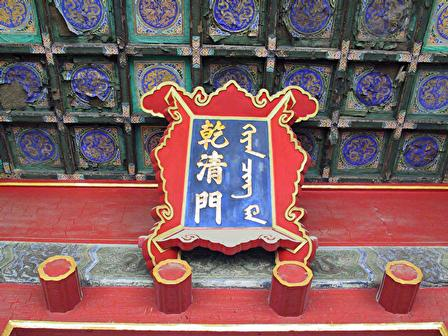
北京紫禁城乾清门上的汉－满两种文字的牌匾（左为漢文，右为ᡴᡳᠶᠠᠨ
ᠴᡳᠩ
ᠮᡝᠨ）

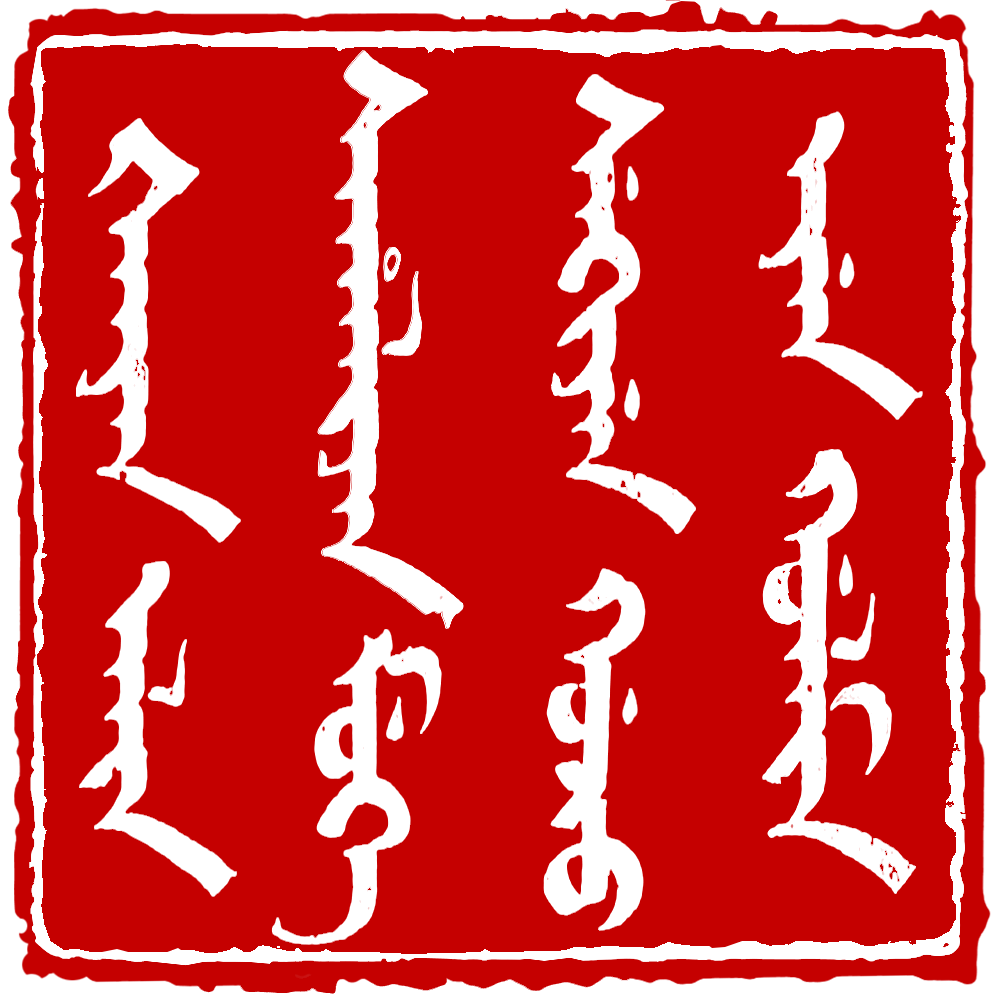
印章上以滿文寫着
「 (šanyan alin sahaliyan muke sekiyen goro eyen golmin)」（汉译：白山黑水，源遠流長）

满族由海西女真、建州女真、蒙古、汉等诸多民族融合而成。
女真族到努尔哈赤时，女真文使用几近消失，大多數女真人讲女真语，写蒙古文，也有少部份人使用漢文。但这造成了軍民識字率極低，十分不利于政令的通行，战时常贻误战机，远远满足不了女真社会发展的需要。
据《满洲实录》，1599年努尔哈赤命額爾德尼和噶盖兩人将蒙古文字借来創制满文。虽然两位顾问有反对，努尔哈赤仍然继续把蒙古文改为无圈点文字（穆麟德轉寫：tongki fuka akū hergen），也称老满文（或稱為舊滿文）。這種新文字通行于當時的建州女真，為後金的建立及滿族的形成有深遠的影響。後來達海更增補了十二個字頭，並於老滿文字旁邊加以圈點，使滿文更加完善，這種新文字被稱為「新滿文」（转写：tongki fuka sindaha hergen），並通行於後金。
清代前中期大多用满文发布诏、诰等，成为奏报、公文、教学、翻译和日常生活中使用的主要文字。乾隆以前期间满文奏摺繁多，远超过单独的汉语奏折。其中顺治朝及以前多单独的满文奏摺，康熙雍正两朝汉字满字夹杂类奏摺居多，单独满文或单独汉文均很少。
乾隆四十年（西元1775年），盛京满洲旗人果尔敏考取笔帖式，到户部任官。吏部引见时，乾隆帝因笔帖式从事翻译，以满语问询，而他除了背诵履历以外不能以满语对话；盛京将军琳宁写给乾隆帝的奏折中也是汉语，可见当时一些满洲旗人的满语能力不足。
至少从乾嘉时期起，满语日益衰微。
清光绪十年（1884年）新疆建省后，使用满语的人数达四万餘人，其中除满族外，锡伯族、达斡尔族等民族也使用满语。清军中的军令最晚到1878年仍有用满语者。

### 清代满语研究
江苏汉族人沈启亮著有《清書指南》与《大清全書》等满语语法书，康熙年间刊行。《大清全书》是清代第一部大型满汉对照类辞书，颇为难得。其父是清朝海军军官，祖父是明朝官员，被叛军杀害。沈启亮曾随清军平三藩之乱。1677年迁居北京后，他开始学习满语，并从镶黄旗旗人那里学习语法，编写满语书籍。他先后将《百家姓》和《千字文》译为满语，花了25年时间研究满语：“予汉人也，且生平笃好清书。”沈启亮是平民，因此学习满语纯粹出于兴趣。大多数汉人对非汉语并不感兴趣。
杭州汉族人程明遠协助满族人舞格壽平编撰了《清文啟蒙》一书。舞格壽平开设了满语私塾，程明遠参与了课程，并安排了书籍的印刷。

#### 翰林
清代翰林院的汉人要学习满语。祁韵士（1753~1815）27岁，中举人；28岁，成进士，授翰林院编修，此间进修满文，颇有造诣。他从大学士的满文档案入手，撰成《皇朝藩部要略》22卷。乾隆七年（1742），27岁的袁枚因散馆满文考试不合格被外调做官。汉族官员需要学习边疆语言和满语，以便能编撰有关当地的著作。
翰林院最高级别的汉族学位获得者必须学习满语，为期三年，但并非所有汉族文人都必须学习满语。清末有人指出，很多旗人自己都不懂满语了，说明满语在清初是无法强加给全国的。

#### 汉满翻译
汉文小说被译成满文。旗人会用汉语写小说。皇太极曾将汉文书籍翻译成满文。汉人和满人曾帮耶稣会士撰写翻译满文汉文书籍。满文书籍曾在北京出版。
乾隆年间编写的满语字典有单语的，也有多语的，如《御制五体清文鉴》。编写中，一般不直接借用汉语，而是进行仿译，这体现在满文翻译汉文的书名上，康熙年间的满文书籍标题是汉语的直接音译。
《御制五体清文鉴》（一说1794）基于《御製四體清文鑑》（1779），增加了维吾尔语。《御製四體清文鑑》来自满、蒙、汉三语词典《御製滿珠蒙古漢字三合切音清文鑑》（1780），增加了藏语。后者来自满汉双语词典《御製增訂清文鑑》（1771），以及《御制清文鉴》（1708，满）。

## 现状

### 中國大陸

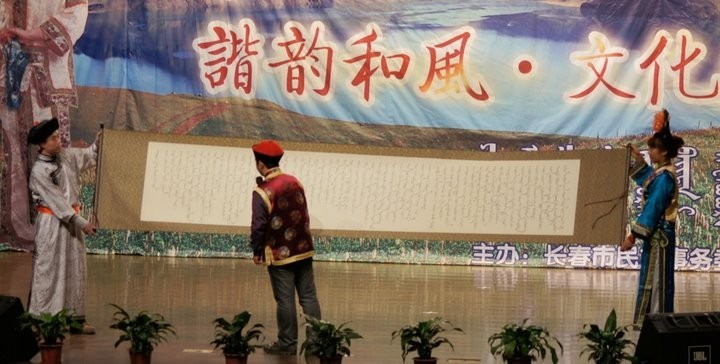
2011年由长春市民委举办的颁金节满语活动

清王朝中后期满族人逐渐改用汉语，目前能够掌握满文的人已经较少，只有黑龙江省仍有少数乡镇的老人和部分语言学专家能使用这种语言。目前在黑龙江哈尔滨的黑龙江大学有满语研究所。锡伯语有时被认为是满语的方言，目前生活在新疆的锡伯族人仍旧在进行锡伯文（从满文改进而来）的教育，并出版有锡伯文的报刊《察布查尔报》。中国大陆的满族自治地方，机关牌匾、公文抬头、公章及邮戳等会出现满文并记，但现时并无具有一定影响力的满语大众媒体。
2005年10月1日，哈尔滨工程大学满－通古斯语言研究会（学生社团）注册成立，同年10月23日第一期义务教育满语初级班在哈尔滨工程大学开课。同年11月黑龙江大学满语所赵阿平教授应邀来校作关于满语言现状的学术讲座。2006年4月9日，第二期义务教育满语初级班开课。
2006年5月15日，东北农业大学满语爱好者协会（学生社团）注册成立。5月27日，开设义务教育满语初级班第一期。
2008年6月，哈尔滨市阿城区的哈尔滨科学技术职业学院将满语专业列入招生范围，成为全国唯一在高职院校开设满语中专专业的学院，首期计划招生30人。
2009年4月，有媒体报道哈尔滨市香坊区莫力街村小学校在开办满语课两年后，面临生源不足的情况。
2010年6月，东北师范大学开设满文书法协会，协会会员人数70人，东北师范大学满文学习班人数32人，同年九月吉林建筑工程学院开设满语班，学生20人，吉林大学学生自发组织满语班拥有学生80余人，此外长春市民间与吉林省社科院开设满语班与满文读书会。
2011年6月，截止到目前中国大陆满语使用人数保守估算2000余人（不包括锡伯族），其中仅吉林省长春与白山二地就有200余人通晓满文。在学习人数已无法估计。
2011年2月，吉林省白山市满族学堂进行了为期十八天的满语特训，为吉林省和辽宁省各个满族自治地方提供了大量的满语师资力量。此后每个寒暑假开设特训班。
2012年9月，满族在线网站会员在吉林省延吉市开办公益满语班。
2012年9月，满族在线网站会员在天津市开办公益满语班。截止到目前，中国大陆北京、沈阳、长春、哈尔滨、天津、西安、成都等地均有固定开课的满语学习班。学员人数众多。
2012年12月，在北京市索伦珠满语文培训中心的协助下，中国人民大学附属中学校内以学生社团为依托开办满语课程。同年年末人大附中满文社成立后，抚顺一中、北大附中等中学也兴起相关社团、选修课。

### 台灣
台灣滿族後裔幾無使用滿語。目前國立臺灣師範大學歷史系、國立政治大學民族學系兼任教授莊吉發在政大、台大開設的滿語課程，他並有出版多本滿語書籍。2004年開始，國立中正大學歷史學系甘德星教授也有開設滿語教學課程。2005年1月，臺湾文史哲出版社重版《清文指要》一書，由張華克校注。國立故宮博物院設有“滿文經典研讀班”，目前由國立台北大學歷史學系副教授林士鉉開授。

## 语音
满语有6个元音音位，19个辅音音位。元音分阳、阴、中三性，同性元音互相和谐，辅音也有和谐现象，但元音和谐不严格。满文字母在词头、词中、词尾和单独书写时的书写方式不同。

### 輔音
下表列出穆麟德转写（太清转写）和国际音标。
|                |            | 唇音   | 齿龈音 | 舌葉音/硬腭音 | 軟顎音、小舌音 |
| -------------- | ---------- | ------ | ------ | ------------- | -------------- |
| 鼻音           | 鼻音       | m /m/  | n /n/  |               | ng /ŋ/         |
| 塞音 及 塞擦音 | 送气清音   | p /pʰ/ | t /tʰ/ | c (q) /ʧʰ/    | k /kʰ, qʰ/     |
| 塞音 及 塞擦音 | 不送气清音 | b /p/  | d /t/  | j /ʧ/         | g /k, q/       |
| 擦音           | 擦音       | f /f/  | s /s/  | š (x) /ʃ/     | h /x, χ/       |
| 顫音           | 顫音       |        | r /r/  |               |                |
| 近音           | 近音       | w /w/  | l /l/  | y /j/         |                |

其中软腭音和小舌音在本族语中不对立（/kʰ, k, x/和e、i、u相拼，/qʰ, q, χ/和a、o、ū (v) 相拼），但在外来语中可以对立（/kʰ, k, x/可以和a、o、ū (v)相拼，转写作k῾ (kʼ), g῾ (gʼ), h῾ (hʼ)）。另有三个外来语辅音：ts῾ (c)/ʦʰ/、dz (z) /ʦ/和ž (rʼ) /ʒ/。

### 元音
| 前    | 中    | 後        |
| ----- | ----- | --------- |
| i /i/ |       | u /u/     |
|       | e /ɤ/ | ū (v) /ʊ/ |
|       | a /ɑ/ | o /ɔ/     |

a、o、ū (v)是阳性元音，e是阴性元音，i和u是中性元音。
与同属于阿尔泰语系的突厥语和蒙古语相似，满语中存在元音和谐现象，即词干元音决定词缀元音，词干以a、e、o结尾，则词缀也以相同元音结尾，例如ᠰᡠᠯᠠᡥᠠ (sula-ha = 及物动词词干“ᠰᡠᠯᠠ᠊, sula-, 遗留，留下” + 一般过去时词缀”᠊ᡥᠠ, -ha”)，ᠮᡠᡨᡝ᠋ᡥᡝ (mute-he = 及物动词词干“ᠮᡠᡨᡝ᠋᠊, mute-, 能够；完成” + 一般过去时词缀”᠊ᡥᡝ, -he”)；词干以i、u结尾，词缀多为e，如ᠪᡳ᠍ᡥᡝ (bi-he = 不及物动词词干“ᠪᡳ᠊, bi-, 有；存在” + 一般过去时词缀”᠊ᡥᡝ, -he”)、ᡶᡝᡴᡠᡥᡝ (feku-he = 及物动词词干“ᡶᡝᡴᡠ᠊, feku-, 跳跃” + 一般过去时词缀”᠊ᡥᡝ, -he”)等。

### 音节结构
满语和開音節語言接近。元音及“n”輔音作词尾收音的词汇占绝大多数，和日語近似。滿語部份詞以複輔音分隔元音，例如abka（ᠠᠪᡴᠠ, 天空），ilha（ᡳᠯᡥᠠ,花）；其餘大部份詞則以單輔音分隔元音。這種開音節語言的特質，在作為書面語的通古斯語族南部方言中是确定无疑的，在其他方言中未必尽然。在滿語書面語產生以後，滿語向開音節語言的趨勢遂漸明顯。
满语最初以建州女真方言为规范语，经过上百年的发展，吸收了其他女真部落及锡伯等族的语言后，满语在北京发生音变，产生新方言，称为“京音”。其特点包括动词词尾-mbi的b不发音，ci (qi)、ji的元音发音极轻，ong、oi读成eng、ei等。但是满语的口语与书面语一致，发生音变之后，书面语也随之发生改变。

## 文字
满语使用满文。满文源于传统蒙古文，而传统蒙古文可追溯至回鹘文。满文是一种竖写的文字，每行从左到右排列。满文转写有多种方式，如穆麟德转写、太清转写等。满语的祖先女真语使用源于契丹文的女真文，契丹文则源于汉文。女真文与满文来源不同。

## 文法
满语词汇包括名词、代词、动词、形容词、副词、数词、后置词、连词、拟声词、拟态词、感叹词、助词。名词和代词有格和数的变化。数词分为基数词和序数词。形容词有程度和级的变化。动词有时态和格、式的变化，分现在时、过去时、将来时，主动态、被动态、使役态，陈述式、祈使式、条件式等。满语名词中从其他语言借用词汇的现象比较明显。
满语主从复句比较发达，语法与汉语区别很大，但與阿爾泰語系各语言较为接近。

## 滿語受其他語言的影響
在滿語影響漢語的同時，滿語亦吸納了不少漢語詞彙及發音。例如非圓唇母音y/yʼ，例子有sy/syʼ（ᠰᡟ, 佛寺）、Sycuwan/Syʼquwan（ᠰᡟᠴᡠᠸᠠᠨ, 四川）；漢語塞擦音，例子有dzengse/zengse（橙）、tsun/cun（ᡮᡟᡠᠨ, 寸）。除了漢語借詞外，滿語亦有其他語言的借詞，例如蒙古語。例子有morin（ᠮᠣᡵᡳᠨ, 馬）和temen（ᡨᡝᠮᡝᠨ, 駱駝），突厥語（阿爾薩蘭）。

## 滿語词汇舉隅
另见：中文维基词典的满语分类。

### 满语單字
（以下均采用穆麟德转写/太清转写）
- ᠵᡝ（je）：是，遵命（部下對上司的應答聲）；
- ᠸᠠᡴᠠ（waka）：非，不是；
- ᠠᡴᡡ（akū/akv）：沒有；
- ᠵᠠ（ja）：易，简单；
- ᠰᠠᡳ᠌ᠨ（sain）：好；
- ᠪᠠᠯᠠᡳ（balai）：放肆；
- ᠴᠠᡥᡡ（cahū/qahv）：潑婦；
- （saksaha damin）：上半身黑，下半身白，出生約一至二年的鵰，又名“接白鵰”；亦為清代畫家郎世寧所繪之畫“雪點鵰”之正確解釋；
- ᠣᠮᠪᡳ（ombi）：可以；
- ᡥᠠᠯᡩ᠋ᠠᠪᠠ（haldaba）：逢迎，谄媚；

#### 人稱
- ᠪᡳ（bi）：我；
- ᠮᡠᠰᡝ（muse）：咱們；
- ᠠᠮᠠ（ama）：父親；
- ᠮᠠᡶᠠ（mafa）：老爷、爺爺；祖先；
- ᠮᠠᠮᠠ（mama）：祖母、祖母辈；老年妇人
- ᡥᠠᡥᠠ（haha）：男人；
- ᡥᡝᡥᡝ（hehe）：女人；
- ᡩᠣᡩ᠋ᠣ（dodo）：胎兒；
- ᡥᠠᠯᠠ（hala）：姓氏；
- ᡶ᠋ᡠᠵᡳᠨ（fujin）：福晋，夫人。
- ᠠᡥᠠ（aha）：奴隶、奴才；

#### 數字
- ᡳᠯᠠᠨ（ilan）：三（数字）；
- ᠨᠠᡩ᠋ᠠᠨᠵᡠ（nadanju）：數字七十，用作人名常写作那丹珠，类似的数字名有札昆珠（ᠵᠠᡴᡡᠨᠵᡠ, jakūnju/jakvnju，八十）、乌云珠（ᡠᠶᡠᠨᠵᡠ , uyunju，九十）。

#### 動物名
- ᠠᡵᠰᠠᠯᠠᠨ（arsalan）：獅子；
- ᡨ᠋ᠠᠰᡥᠠ（tasha）：老虎；
- ᡳᡥᠠᠨ（ihan）：牛；
- ᡤᡡᠯᠮᠠᡥᡡᠨ（gūlmahūn/gvlmahvn[40]）：兔；
- ᠮᡠᡩᡠ᠋ᡵᡳ（muduri）：龍；
- ᠮᠣᡵᡳᠨ（morin）：馬；
- ᠪᠣᠨᡳᠣ（bonio/boniu）：猴；

### 满语地名
辽宁、黑龙江和吉林的诸多地名也是由满语的汉语音译而来。
- 牡丹江（弯曲的河）
- 张广才岭（满语阿勒楚喀方言，吉祥如意的山）
- 呼兰县（烟筒）
- 阿城（阿勒楚喀的简称）
- 绥芬河市（锥子）
- 吉林（原名吉林乌拉，沿江之意）
- 图们江（满语原称“土门色禽”，土门意为“万”，色禽意思是“河源”[來源請求]，亦即万水之源）
- 海伦市（水獭）
- 法库县（鱼梁）[41]

俄羅斯遠東地區也有一些地名源自滿語。
- 薩哈林島（黑，即黑龍江口的縮略）[來源請求]